# 阿尔瓦尔 (巴伦西亚省)
阿尔瓦尔，是西班牙瓦伦西亚自治区巴伦西亚省的一个市镇。总面积7平方公里，总人口12652人（2001年），人口密度1807人/平方公里。